# Uniform Type Identifier
Un Uniform Type Identifier (UTI) è una stringa univoca che identifica un tipo di file. Aggiunti nel sistema operativo Mac OS X Tiger della Apple Computer, gli UTI sono usati per identificare il tipo di file e cartelle, dati degli Appunti, bundle, symlink e dati in streaming. Gli UTI usano una struttura a dominio inverso, come public.text, o com.società.prodotto.formato. Gli UTI supportano l'ereditarietà multipla, che permette ai file multimedia di non essere identificati con un solo tipo (come in MIME), ma come tutti i tipi che effettivamente sono; un identificatore può ereditare da public.audio, public.video, public.text, public.image, ecc.
Il dominio public è modificabile soltanto da Apple e contiene i tipi base, usati da tutti gli altri UTI.
| Identificatore | Eredita da                  | Commento                                                      |
| -------------- | --------------------------- | ------------------------------------------------------------- |
| public.item    |                             | Classe base nella gerarchia                                   |
| public.content |                             | Classe base per tutti i dati nei documenti                    |
| public.data    | public.content              | Classe base per tutti i file, Appunti, dati in streaming ecc. |
| public.image   | public.data, public.content | Classe base per tutte le immagini                             |

Gli UTI sono usati anche per identificare altri identificatori di file:
| Identificativo            | Conforme a                   | Descrizione                    |
| ------------------------- | ---------------------------- | ------------------------------ |
| public.filename-extension | public.case-insensitive-text | Estensione                     |
| public.mime-type          | public.case-insensitive-text | Tipo MIME                      |
| com.apple.ostype          | public.text                  | Codice di 4 caratteri (OSType) |
| com.apple.nspboard-type   | public.text                  | Tipo di NSPasteboard           |